# Glee: The Music, Season 4, Volume 1
Glee: The Music, Season 4, Volume 1 é o décimo terceiro álbum do elenco de Glee. Possui 13 músicas da quarta temporada. Foi lançado em 27 de novembro de 2012 pela Columbia Records.

## Fundo musical
O primeiro lançamento de trilha sonora do seriado para a quarta temporada, Glee: The Music, Season 4, Volume 1 apresenta músicas de estréia da temporada, "A Nova Rachel", até o oitavo episódio, "Ação de Graças" (na edição standard), ou o nono, "Swan Song" (na edição deluxe). A edição deluxe, apenas lançado digitalmente, apresenta vocais de recorrentes estrelas convidadas a Kate Hudson e Sarah Jessica Parker.

## Singles
Todas as faixas do álbum foram lançadas como single. O Albúm contém canções de extremo sucesso mundial, entre eles a canção "Give Your Heart a Break" dae Demi Lovato e a canção considerada o hit de 2012 Gangnam Style do Rapper sul-coreano Psy. O álbum contém uma edição deluxe com 3 músicas inéditas, uma delas cantada por Kate Hudson e a outra por Sarah Jessica Parker, ambas fazem parte do elenco especial da nova temporada de Glee.

## Faixas
| N.º | Título                    | Cantada Por | Duração |  |
| 1.  | "It's Time"               | Darren Criss | 3:46    |  |
| 2.  | "New York State Of Mind"  | Lea Michele & Melissa Benoist                                                                                             | 3:43    |  |
| 3.  | "Give Your Heart a Break" | Lea Michele & Dean Geyer                                                                                                  | 4:31    |  |
| 4.  | "Mine"                    | Naya Rivera | 4:12    |  |
| 5.  | "The Scientist"           | Cory Monteith, Lea Michele, Chris Colfer, Darren Criss, Naya Rivera, Heather Morris, Jayma Mays& Matthew Morrison         | 4:14    |  |
| 6.  | "Everybody Talks"         | Becca Tobin & Jacob Artist                                                                                                | 3:00    |  |
| 7.  | "Dark Side"               | Darren Criss | 3:27    |  |
| 8.  | "Holding Out For a Hero"  | Becca Tobin & Melissa Benoist                                                                                             | 4:12    |  |
| 9.  | "Heroes"                  | Darren Criss & Chord Overstreet                                                                                           | 3:45    |  |
| 10. | "Some Nights"             | Darren Criss, Chord Overstreet, Jacob Artist, Blake Jenner, Becca Tobin, Melissa Benoist, Samuel Larsen & Jenna Ushkowitz | 4:24    |  |
| 11. | "Homeward Bound/Home"     | Dianna Agron, Cory Monteith, Harry Shum Jr., Naya Rivera, Mark Salling & Amber Riley                                      | 4:12    |  |
| 12. | "Live While We're Young"  | Grant Gustin | 3:18    |  |
| 13. | "Gangnam Style"           | Jenna Ushkowitz e New Directions                                                                                          | 3:40    |  |

| Edição japonesa |                                                      |                                                         |         |  |
| N.º             | Título                                               | Cantada Por                                             | Duração |  |
| 14.             | "Don't Speak"                                        | Cory Monteith, Darren Criss, Lea Michele & Chris Colfer | 4:21    |  |
| 15.             | "Teenage Dream"                                      | Darren Criss                                            | 3:45    |  |
| 16.             | "Being Good Isn't Good Enough"                       | Lea Michele                                             | 3:09    |  |
| 17.             | "Let Me Love You (Until You Learn To Love Yourself)" | Jacob Artist                                            | 3:39    |  |
| 18.             | "Torn"                                               | Lea Michele                                             | 3:56    |  |
| 19.             | "Girl on Fire"                                       | Naya Rivera                                             | 3:46    |  |

| Edição Deluxe |                           | |         |  |
| N.º           | Título                    | Cantada Por | Duração |  |
| 1.            | "It's Time"               | Darren Criss | 3:34    |  |
| 2.            | "Americano/Dance Again"   | Kate Hudson | 3:33    |  |
| 3.            | "New York State Of Mind"  | Lea Michele & Melissa Benoist                                                                                             | 3:43    |  |
| 4.            | "Give Your Heart A Break" | Lea Michele & Dean Geyer                                                                                                  | 3:31    |  |
| 5.            | "Mine"                    | Naya Rivera | 4:12    |  |
| 6.            | "The Scientist"           | Cory Monteith, Lea Michele, Darren Criss, Chris Colfer, Naya Rivera, Heather Morris, Matthew Morrison & Jayma Mays        | 4:14    |  |
| 7.            | "Everybody Talks"         | Jacob Artist & Becca Tobin                                                                                                | 2:59    |  |
| 8.            | "Dark Side"               | Darren Criss | 3:26    |  |
| 9.            | "Holding Out For a Hero"  | Melissa Benoist & Becca Tobin                                                                                             | 4:11    |  |
| 10.           | "Heroes"                  | Darren Criss & Chord Overstreet                                                                                           | 3:44    |  |
| 11.           | "Some Nights"             | Darren Criss, Chord Overstreet, Jenna Ushkowitz, Blake Jenner, Jacob Artist, Samuel Larsen, Melissa Benoist & Becca Tobin | 4:23    |  |
| 12.           | "Homeward Bound/Home"     | Dianna Agron, Cory Monteith, Amber Riley, Mark Salling, Harry Shum Jr. & Naya Rivera                                      | 4:12    |  |
| 13.           | "Let's Have a Kiki"       | Sarah Jessica Parker, Chris Colfer & Lea Michele                                                                          | 2:57    |  |
| 14.           | "Live While We're Young"  | Grant Gustin | 3:18    |  |
| 15.           | "Gangnam Style"           | Jenna Ushkowitz e New Directions                                                                                          | 3:39    |  |
| 16.           | "Something Stupid"        | Chord Overstreet & Heather Morris                                                                                         | 2:45    |  |